# Несколько слов обо мне самом
Я люблю смотреть, как умирают дети.

Вы прибоя смеха мглистый вал заметили

за тоски хоботом?

А я —

в читальне улиц —

так часто перелистывал гроба том.

Полночь

промокшими пальцами щупала

меня

и забитый забор,

и с каплями ливня на лысине купола

скакал сумасшедший собор.

Я вижу, Христос из иконы бежал,

хитона оветренный край

целовала, плача, слякоть.

Кричу кирпичу,

слов исступленных вонзаю кинжал

в неба распухшего мякоть:

«Солнце!

Отец мой!

Сжалься хоть ты и не мучай!

Это тобою пролитая кровь моя 

льется дорогою дольней.

Это душа моя

клочьями порванной тучи

в выжженном небе

на ржавом кресте колокольни!

Время!

Хоть ты, хромой богомаз,

лик намалюй мой

в божницу уродца века!

Я одинок, как последний глаз

у идущего к слепым человека!»
Несколько слов обо мне самом — стихотворение Владимира Маяковского, известное также по первым (наиболее эпатажным в творчестве поэта) строчкам «Я люблю смотреть, как умирают дети», вошедшее в его дебютный сборник «Я» (в котором оно называлось «Теперь про меня»).

## Содержание стихотворения
«Несколько слов обо мне самом» вместе со стихотворениями «Несколько слов о моей маме» и «Несколько слов о моей жене» образуют своего рода триптих, лирическим героем которого, вероятно, является божество. Об этом, в частности, писала и Лиля Брик, впрочем, она свела смысл стихотворения к отрицанию ценности жизни: «Чем раньше умрёт человек, тем лучше», — такое понимание «Нескольких слов обо мне самом» достаточно распространено.
Дмитрий Быков пишет, что лирический герой этого стихотворения — «доведённый до отчаяния гностический Бог, которого провозглашают ответственным за всё и вся — в то время как он ничего не может сделать, ибо есть вещи, находящиеся вне его власти» и отмечает, что стихи, написанные от имени богочеловека — нередкое явление в творчестве Маяковского 1913—1920 годов.

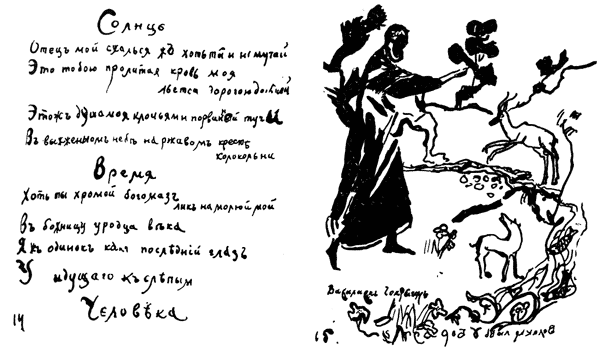
Страницы 14—15 сборника Маяковского «Я»

Другую трактовку стихотворения приводят Григорий Амелин и Валентина Мордерер — они считают, что пресловутая строчка написана от имени ветхозаветного Бога, но Маяковский не ассоциирует себя и своего героя с ним, но бросает вызов этому божеству. С этой точки зрения, стихотворение написано на два голоса, и реплика героя, с которым отождествляет себя поэт, начинается со слов «А я». Он видит себя новым мессией нового солнечного божества «Солнце! Отец мой! Сжалься хоть ты и не мучай!» «Я вижу, Христос из иконы бежал» «Время! Хоть ты, хромой богомаз, лик намалюй мой в божницу уродца века!». Амелин и Мордерер сравнивают «Несколько слов обо мне самом» с «Пророком» Пушкина: «Происходит язычески-парадоксальное причащение Святых Тайн — тела и крови Христовой, вина и хлеба („неба распухшего мякоть“, „пролитая кровь“). Как и пушкинский Пророк, герой Маяковского — на перепутьи. Но с этого перепутья Маяковский уходит вооруженный не только божественным глаголом, но и… смехом».
Несколько по другому расценил «скандальное признание» поэта Александр Гольдштейн. Он посчитал, что Маяковский говорит не просто от своего лица, но от лица поэта и художника как такового, от имени самой культуры. В своей книге «Расставание с Нарциссом» Гольдштейн пишет, что Маяковский этой строчкой «сдвигает священный архетип русской литературы… других культур — архетип умирающего дитяти, ребенка-страдальца. Постоянно изображая его смерть, старая культура тоже очень любила смотреть, как умирают дети: смертями невинных детей переполнено мировое искусство, а прошлое столетие сделало из этой темы свой фирменный специалитет — Диккенс, всевозможные сентиментальные народолюбцы-идеологи, замороженные трупики-гробики у передвижников» «перенеся жалость <…> с дитяти на самого поэта <…> одновременно умирающего и глядящего со стороны на чужую-свою гибель».
Высказывалась также версия, что под «умирающими детьми», которых хоронят в «гроба томе», Маяковский изначально понимал свои опубликованные (и тем самым — отданные на потеху толпе, а то и убитые) стихи. В её обоснование приводится цитата из другого стихотворения трилогии — «Нескольких слов о моей жене»: «ведь это ж дочь твоя — моя песня в чулке ажурном у кофеен!», а также тот факт, что текст ранней редакции стихотворения 1913 года заметно отличается от известной широкой читателю более поздней версии, в которой автор усилил религиозно-мессианские мотивы. Впрочем Г. Амелин и В. Мордерер также обратили внимание на то, что ещё Сергей Бобров указал своём отзыве 1913 года на заметное в этом стихотворении влияние Анненского, и анализируя интертекстуальные связи указали на двустишье последнего: «Но я люблю стихи — и чувства нет святей: Так любит только мать, и лишь больных детей», а также на сравнение у Мандельштама книги с телом больного ребёнка.